# Filippo Taglioni
Filippo Taglioni (ele também é conhecido como Philippe Taglioni) (Milão, 05 de novembro de 1777 - 11 de fevereiro de 1871) foi um dançarino e coreógrafo italiano e professor pessoal da própria filha, a famosa bailarina Marie Taglioni. E, embora a versão de August Bournonville seja mais conhecida, foi Taglioni o coreógrafo original do ballet La Sylphide, de 1832.

## Antecedentes
Nascido em Milão, ele fez sua estreia dançando aos dezessete anos, fazendo papéis femininos. Ele dançou em outras cidades italianas antes de se tornar um bailarino (com 22 anos), com a Ópera de Paris. Com Vestris firmemente no controle, ele prontamente aceitou o convite para ser um bailarino e mestre de balé do Royal Ballet da Suécia, em Estocolmo. Lá, ele se casou com a dançarina Sophie Karsten, filha do famoso cantor de ópera sueco Christoffer Christian Karsten e da atriz polonesa Sophie Stebnowska, em 1803. Juntos, eles tiveram dois filhos, Marie Taglioni e Paul Taglioni, e ambos também tornaram-se bailarinos.
Há vários anos que a família vivia em Viena e na Alemanha, mas para escapar dos perigos das guerras napoleônicas, Filippo foi transferido para Paris. Ele dançou e coreografou por toda a Europa, principalmente na Itália, Áustria, Suécia, Dinamarca e Alemanha. Finalmente, ele foi convidado a assumir uma posição mais permanente com o Theater am Kärntnertor, em Viena. Uma vez instalado lá, ele mandou para a Marie, que foi estudar balé em Paris. Após a sua chegada, Filippo foi desencorajado em seu progresso artístico e começou a treina-la. Ela praticava seis horas por dia durante seis meses, usando um método de nível de formação técnica. Ele era muito rigoroso com ela, e não tinha nenhuma empatia por sua dor e sangramento dos pés. Ele procurou fazer o seu estilo leve e delicado, com ênfase em saltos e trabalho de pontas, algo que era impensável antes dessa época. Quando ela estava pronta, ele a levou de volta para Paris. Depois de sua estreia, ela se tornou tão popular que Filippo foi capaz de negociar um contrato de seis anos para os dois. A estreia triunfante de Marie em La Sylphide, em 12 de março de 1832, fez dela a primeira bailarina mais aclamados do período romântico e ele o coreógrafo mais famoso da época. Diz-se que o grande período romântico da dança iniciou-se naquela noite. Devido a esse sucesso imenso, os dois viajaram muito juntos e visitaram a Europa e a Rússia.

## Equívocos
O público do ballet romântico conhece o balé La Sylphide como sendo coreografado pelo mestre dinamarquês August Bournonville. Isso é realmente o público de La Sylphide estão mais familiarizados com a de hoje, mas não foi a versão dada em 1832.
A produção original de La Sylphide foi apresentado pelo Ballet Ópera de Paris na Salle Le Peletier, em 1832, e foi coreografada por Filippo Taglioni com música de Jean-Madeleine Schnietzhoeffer, com libreto de Adolphe Nourrit baseado em um conto de Charles Nodier. Os papéis principais foram dançado por Marie Taglioni e Mazilier Joseph.
Bournonville originalmente destinado a estágio, a versão 1832 na Dinamarca, a Ópera de Paris, exigiu um preço alto para as partes orquestrais de pontuação do Schnietzhoeffer. À luz disto, Bournonville decidiu encenar a sua própria versão de "La Sylphide no mesmo cenário, com uma nova pontuação, de Herman Severin Løvenskiold. A produção estreou em 1836 com o prodígio Lucile Grahn e Bournonville nos papéis principais. Devido à forte tradição do Ballet Real da Dinamarca esta versão ainda está sendo realizada na Dinamarca, até hoje, e desde então tem sido encenado em todo o mundo.
Em 1972, o ballet master Pierre Lacotte reviveu o ballet La Sylphide original de Filippo Taglioni para o Paris Opera Ballet, com o notável bailarina Ghislaine Thesmar como o Sylph. A trilha sonora original de Schnietzhoeffer foi reconstruída a partir de um manuscrito guardado na Bibliothèque Nationale de France. Como a coreografia original de Taglioni foi perdida muito tempo atrás, Lacotte coreografou o balé no estilo da época. 